# Schüleraustausch – Die Französinnen kommen
Schüleraustausch – Die Französinnen kommen ist ein deutscher Fernsehfilm, der innerhalb der Reihe made by ProSieben 2005 produziert wurde. Er wurde erstmals am 23. Februar 2006 ausgestrahlt.
Die Komödie wurde vom 6. September bis zum 12. Oktober 2005 in Berlin und Umgebung gedreht.

## Handlung
Der 19-jährige Florian, die 18-jährigen Enrique und Matthias fahren voller Vorfreude auf die am heutigen Tag ankommenden Austauschschülerinnen aus Frankreich zur Schule. Doch bereits auf der Hinfahrt wird die Freude ihnen durch den ewigen Rivalen Henk, schnöseliger Sohn reicher Eltern, vermiest. Dieser rast mit seinem Jeep so an ihnen vorbei, dass die drei mit ihrem VW-Bus aus der Kurve fliegen. Wütend an der Schule angekommen lassen sich die drei von Henk und seinen Anhängern Kevin und Benny zu einer Wette herausfordern: Das Trio, das in den drei Wochen bei mehr Französinnen landen kann, erhält das Auto des Gegnerteams. Sophie bringt als besonderes Schmankerl drei Punkte. Doch es kommt natürlich wie es kommen muss, Florian verliebt sich in Sophie und kann ihr nicht rechtzeitig von der Wette erzählen, sodass diese es wutentbrannt selbst herausfindet. Doch letztendlich finden die beiden zueinander. 

## Kritiken
- Die zu ProSiebenSat.1 Media gehörende SevenOne Media beschreibt die Handlung des Films als „witzige Story zum Schmunzeln“.[3]
- TV Spielfilm sieht den Film als „gänzlich unlustige Komödie, die sehr an die lümmeligen Kinopeinlichkeiten der frühen 70er erinnert“ und zieht das Fazit: „Bei aller Freundschaft: Allemagne - deux points“.[4]
- cineastentreff.de beschreibt den Film als „spritzig-amüsante Klamotte“ und die Darsteller als „überaus charmant“. Das Thema des Films wird allerdings als „verbraucht und wenig anspruchsvoll“ deklariert.[5]
- kino.de schreibt „Die alte Geschichte: Am Anfang geht's bloß um eine Wette, dann wird Liebe draus. Schade, dass die Gags auch von gestern sind.“. Jedoch machten „die jungen Darsteller […] noch das Beste aus dem dünnen Geschichtchen“. Die Gags seien „eher ermüdend als witzig“ und die Inszenierung „lahm“.[6]
- Das Kabeleins-Filmlexikon nennt den Film eine „anspruchsarme Fernseh-Komödie“[7].

## Sonstiges
- Bruno Bruni jr., Sohn des Malers Bruno Bruni, bekleidete in diesem Film seine erste Hauptrolle.[8]
- Bei der Erstausstrahlung wurde in der werberelevanten Zielgruppe der 14- bis 49-Jährigen ein vergleichsweise geringer Marktanteil von 9,8 % (1,29 Millionen Zuschauer) erzielt. Insgesamt lag der Marktanteil bei 5,0 % bei 1,62 Millionen Zuschauern.[9]